# Jagoł Dołenci
Jagoł Dołenci – wieś w Macedonii Północnej, administracyjnie należy do Gminy Osłomej. Według danych z 2002 wieś zamieszkują wyłącznie Macedończycy.